# Wolatuszka
Wolatuszka (Pseudochirulus) – rodzaj ssaków z podrodziny pseudopałanek (Pseudocheirinae) w obrębie rodziny pseudopałankowatych (Pseudocheiridae).

## Rozmieszczenie geograficzne
Rodzaj obejmuje gatunki występujące w Australii i na Nowej Gwinei.

## Morfologia
Długość ciała 17–37 cm, długość ogona 15–40 cm; masa ciała 105–1500 g.

## Systematyka
Rodzaj (jako podrodzaj w obrębie Pseudocheirus) zdefiniował w 1915 roku niemiecki zoolog Paul Matschie w artykule poświęconym przeglądowi taksonomicznemu rodzaju Pseudocheirus, opublikowanym w czasopiśmie Sitzungsberichte der Gesellschaft Naturforschender Freunde zu Berlin. Gatunkiem typowym jest (oryginalne oznaczenie) wolatuszka nizinna (P. canescens).

### Etymologia
Pseudochirulus: rodzaj Pseudochirus Ogilby, 1837 (pseudopałanka); łac. przyrostek zdrabniający -ulus.

### Podział systematyczny
Do rodzaju należą następujące gatunki:
| Grafika | Gatunek                     | Autor i rok opisu               | Nazwa zwyczajowa        | Podgatunki         | Rozmieszczenie geograficzne | Podstawowe wymiary                        | Status IUCN |
| ------- | --------------------------- | ------------------------------- | ----------------------- | ------------------ | --- | ----------------------------------------- | ----------- |
|         | Pseudochirulus cinereus     | (Tate, 1945)                    | wolatuszka popielata    | gatunek monotypowy | endemit Australii (północny Queensland (góry Thornton Peak, Windsor Tablelands i Carbine Tablelands); zakres wysokości: powyżej 400 m n.p.m.                  | DC: 34–37 cm DO: 32–40 cm MC: 0,7–1,4 kg  | NT          |
|         | Pseudochirulus herbertensis | (Collett, 1884)                 | wolatuszka czarno-biała | gatunek monotypowy | endemit Australii (północny Queensland (Kuranda na południe do Ingham; zakres wysokości: powyżej 350 m n.p.m.                                                 | DC: 30–40 cm DO: 34–47 cm MC: 0,7–1,5 kg  | LC          |
|         | Pseudochirulus caroli       | (O. Thomas, 1921)               | wolatuszka dżunglowa    | 2 podgatunki       | endemit Indonezji (Nowa Gwinea (góry Weyland i dorzecze rzeki Lorentz)); zakres wysokości: 0–2200 m n.p.m.                                                    | DC: 30–36 cm DO: 30–37 cm MC: około 440 g | LC          |
|         | Pseudochirulus forbesi      | (O. Thomas, 1887)               | wolatuszka malowana     | gatunek monotypowy | endemit Papui-Nowej Gwinei (południowo-wschodnia Nowa Gwinea); zakres wysokości: 500–2800 m n.p.m.                                                            | DC: 19–34 cm DO: 20–31 cm MC: 450–835 g   | LC          |
|         | Pseudochirulus larvatus     | (Förster & W. Rothschild, 1911) | wolatuszka maskowa      | gatunek monotypowy | Indonezja i Papua-Nowa Gwinea: Nowa Gwinea (Foja, północne przybrzeżne pasma górskie, Góry Centralne i półwysep Huon); zakres wysokości: powyżej 500 m n.p.m. | DC: 33–35 cm DO: 23–25 cm MC: brak danych | LC          |
|         | Pseudochirulus mayeri       | (W. Rothschild & Dollman, 1932) | wolatuszka karłowata    | gatunek monotypowy | Indonezja i Papua-Nowa Gwinea: Nowa Gwinea (Góry Centralne od jezior Paniai na wschód do góry Hagen; zakres wysokości: 1500–3600 m n.p.m.                     | DC: 17–21 cm DO: 15–19 cm MC: 105–206 g   | LC          |
|         | Pseudochirulus schlegeli    | (Jentink, 1884)                 | wolatuszka arfacka      | gatunek monotypowy | endemit Indonezji (Nowa Gwinea (góry Pegunungan Arfak); zakres wysokości: 750–1900 m n.p.m.                                                                   | DC: 21–23 cm DO: 21–25 cm MC: 244–305 g   | VU          |
|         | Pseudochirulus canescens    | (Waterhouse, 1845)              | wolatuszka nizinna      | gatunek monotypowy | Indonezja i Papua-Nowa Gwinea: Nowa Gwinea (Ptasia Głowa na wschód do Milne Bay, wyspa Salawati i Yapen); zakres wysokości: 0–1300 m n.p.m.                   | DC: 20–23 cm DO: 17–20 cm MC: 235–380 g   | LC          |

Kategorie IUCN:  LC  – gatunek najmniejszej troski,  NT  – gatunek bliski zagrożenia,  VU  – gatunek narażony.